# Justeringsperson
Justeringsman, protokolljusterare, justeringsperson eller justerare kallas den som efter ett möte fastställer, godkänner, ett mötesprotokoll, dvs. kontrollerar att det överensstämmer med vad som verkligen beslutats. Ett protokoll har större bevisvärde efter att det justerats.
Den vanligaste termen för denna funktion är justeringsman, men ordet ersätts ibland med det ordet justeringsperson, som också tagits in i den senaste upplagan av Svenska Akademiens ordlista.
I föreningar väljs ofta samma person till både justerare och rösträknare.
Ordföranden skriver under protokollet, som ägare av mötet. Protokollet undertecknas även av den eller de som utsetts till justerare för att å mötets vägnar intyga att det som förts till protokoll är riktigt. Om en justerare finner att sekreteraren i protokollet angett något som avviker från hans/hennes uppfattning om vad som t.ex. beslutats, justeras protokollet eller görs notering om ändringen. En sådan ändring kan exempelvis göras bredvid namnteckningen.
Vanligen signeras varje sida med initialer. Sista sidan kan signeras med hel namnteckning.